# عاشق تو شدن
« عاشق تو شدن» (به انگلیسی: Falling into You) تک‌آهنگی از هنرمند اهل کانادا سلین دیون است که در ۱۹ فوریه ۱۹۹۶ منتشر شد.